# المدرسة المرادية
المدرسة المرادية هي إحدى مدارس مدينة تونس، وتعود إلى العهد المرادي، وهي من المعالم التاريخيّة للمدينة العتيقة. وتقع هذه المدرسة في سوق القماش رقم 37 بجانب باب سوق الجرابة، وهي غربي جامع الزيتونة، و تعد أقرب المدارس إليه، إذ لا يفصلها عنه إلا السور الذي لا يتجاوز عرضه الأربعة أمتار. يناظر باب الدخول السبيل الموجود في الجدار الغربي للزيتونة قرب الباب الذي أنشأه الخراسانيون. 

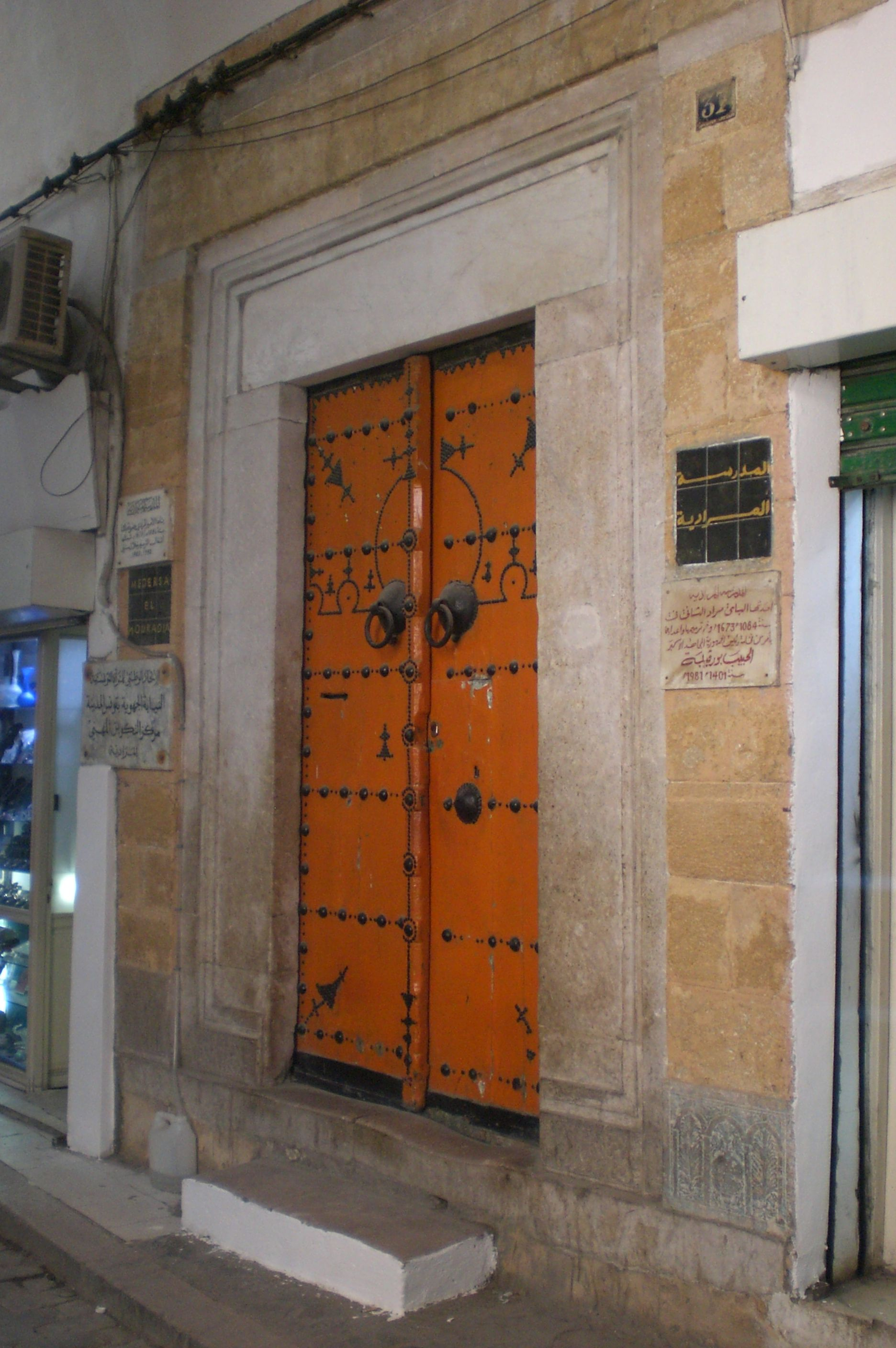
مدخل المدرسة المرادية بسوق القماش بمدينة تونس

## تأسيسها
بنيت المدرسة المرادية مكان قشلة أي ثكنة للجيش الإنكشاري، وقد وقع تهديـم هذه القشلة بعد انتفاضة قام بها جنودها1083ه/1673م، ولذلك سميت مدرسة التوبة ، إلا أنها اشتهرت بعد ذلك باسم المدرسة المرادية نسبة إلى اسم مؤسسها مراد باي الثاني، وهو ثالث بايات العائلة المرادية التي حكمت البلاد التونسية في القرن السابع عشر، وكان لمراد باي الثاني من وراء بنائها هدف سياسي، يتمثل أولا في معقابة الجنود وإبعادهم عن مركز السلطة بالقصبة، وثانيا في ربح قلوب السكان المحليين المتشبثين بالمذهب المالكي، ولذلك خصص هذه المدرسة لطلبة هذا المذهب. ويعود تأسيس هذه المدرسة إلى عام 1084 هـ/1673 م، حسب ما يظهر من خلال نقيشة معلقة على يسار مدخلها. وهي أول مدرسة من نوعها يقع تأسيسها في العهد العثماني من قبل الدولة، بعد أن وقع الاكتفاء في البداية بترميم وإعادة تشغيل المدارس الموروثة من العهد الحفصي كالمدرسة الشماعية.

## وصفها
تبلغ المساحة الجملية للمدرسة المرادية 460 م²، وهي مساحة هامة بالنظر إلى موقعها في قلب المدينة العتيقة. كما تمتاز هذه المدرسة باشتمالها على طابق علوي مثلما هو الحال بالنسبة للمدرسة الشماعية. يحيط بباب المعلم إطار مضاعف، الأول يتكون من حجارة الكذال وهي نفس المادة التي استعملت لتبليط السقيفة والصحن و لتأطير أباب الغرف وكذلك الأعمدة والتيجان التي صنعت من نفس المادة. أما الإطار الثاني فهو متكون من حجارة الحرش، وهي الطريقة المستعملة عامة لتأطير أغلب أبواب المدرسة، سواءا الدينية منها أو المدنية. يتم الدخول إليها عبر ردهة، أو سقيفة، منعرجة مسقوفة بقباب نصف أسطوانية يحيط بقسمها الأعلى نقيشة مكتوبة بالخط النسخي وتتمثل في العبارتين «العافية النافية» وهي تتكرر على كامل الشريط. كما حليث هذه الكتابة بزخرفة بسيطة متعاكسة على شكل أنصاف معينات. وتؤدي هذه الرّدهة المنعرجة إلى ساحة مبلّطة بحجر كلسي شبه مربعة، غير منتظمة الأضلاع. تحيط بتلك الساحة أربعة أروقة مسقوفة بعوارض خشبية مدعومة بأقواس دائرية مرفوعة على أعمدة متوّجة على النمط الحفصي. ويفتح على الرواق الغربي مسجد مستطيل الشكل، وعلى الجوانب الثلاثة الأخرى تفتح عشرون غرفة، كان يتقاسمها الطلبة. وتتمثل أهم أجزاء المدرسة فيما يلي:
- المسجد: مستطيل الشكل، عمقه أكثر من طوله (8.5م على 7أمتار),[3] ويتم الدخول إليه عبر باب خشبي مقوّس، ذي عقود ثنائية اللّون، محلى بمسامير متناوبة التركيب ومدمج في إطار من من نفس القطعة الرخامية التي تكون العضادة، كما يعلوه تاج من الطراز الأندلسي المغربي. وينقسم إلى فضاءين مغطيين بقباب مضلّعة وإلى ممرّين محدّدين بأعمدة تعلوها أقواس نصف دائرية، بينما زُيّن حائط القبلة بألواح خزفية، ذات زخارف زهرية وهندسية، صُنِعت في ورشات القلالين بتونس (مدينة) بإيطاليا.
- الطابق العلوي: يضمّ غرفًا مسقوفةً بقباب نصف أسطوانية، وقد كانت على الأرجح مستخدمةً لإيواء الطلبة. وتفتح أبواب هذه الغرف على أروقة مغطاة بسقوف مدعومة بسواكف مستندة على أعمدة صنعت من حجارة الهوارية الصفراء اللون. سقف هذه الأروقة مماثل أيضا للطابق السفلي، فهو متكون من خشب ذي جوائز بارزة وهي الطريقة التي استعملت في أفريقية منذ الفترات الإسلامية الأولى. ويحيط بالحافة العليا للصحن سياج خشبي متكون من أعربة يعلوها قرميد أخضر موضوع حسب الطريقة المنتشرة انطلاقا من القرن 11ه/17م، وهو ما نجده في العديد من دور ومعالم المدينة العتيقة، وهي في شكلها الحالي من التأثيرات الأندلسية التي وردت علي تونس خلال العهد الحفصي.[3]

## مصاريفها
تفيدنا أوقاف المدرسة الراجعة إلى أوائل سنة 1085ه/1674 بمعلومات هامة عن عدة نقاط تهم حياة المدرسة؛ من ذلك مثلا عدد الموظفين الذين يشتغلون فيها وعدد الطلبة القاطنين بها وكذلك المرتبات والجرايات التي تمنح لهؤلاء. خصّص المراديون لهذه المدرسة في هذا الإطار عدّة أوقاف لتغطية مصاريفها المختلفة، وتتمثل أهم تلك الأوقاف في قيساريّة وفندق ودار للسكنى وثلاثة مخازن بالإضافة إلى عقارات أخرى مختلفة. يعلمنا كذلك ابن أبي دينار أن المؤسس قد أوقف عليها عدة متاجر بإزائها وحبس عليها كذلك أبو الحسن علي ابن مؤسس المدرسة مقهى بسوق الترك سنة 1101ه/1689م. ومن مداخيل تلك الأوقاف يتسلّم الطلبة مبلغا ماليا بناصريين يوميا، ويعين من بينهم إمام للمسجد يتقاضى كذلك ناصريين، ويعيّن للمدرسة أيضا مجوّد ونقيب ووكيل ويتقاضى كل واحد منهم أربعة نواصر، في حين يتقاضى المدرس 8 نواصر. كما أن جانبا من مداخيل أوقاف المدرسة، يخصص لبقية مصاريفها من ترميم وتبييض وإصلاح وغيرها.

## تطور وظيفتها
كانت المدرسة المرادية مثلها مثل بقية المدارس، تقوم بوظيفة مزدوجة، لتعليم الطلبة ولإيوائهم بها. ثم تقلص دور هذه المدارس في القرن العشرين، ليقتصر على إسكان الطلبة الزيتونيين الذين كانوا يخرجون منها ليتلقوا دروسهم بجامع الزيتونة. وبعد الاستقلال وإلغاء التعليم الزيتوني، بقيت مغلقة مدة طويلة. ليقع التفكير في استغلالها من جديد في مطلع الثمانينات، بعد أن تولى وزارة الثقافة البشير بن سلامة، وهكذا وقع الشروع في ترميم العديد من المعالم الأثرية بالمدينة العتيقة، وكانت في مقدمتها المدرسة المرادية التي كانت أول معلم تاريخي وأثري يقع ترميمه من قبل الوزارة، وكان ذلك عام 1981 حسب مصادر جمعية صيانة مدينة تونس أو عامي 1982 و1983 حسب النقيشة المعلقة بمدخل المدرسة، وقد جاء بعد ذلك دور كل من المدرسة السليمانية والمدرسة العاشورية. ثم ألحقت المدرسة المرادية بالاتحاد الوطني للمرأة التونسية، حيث جعلتها نيابته الجهوية لتونس المدينة مركزا للتكوين المهني، مثلها في ذلك مثل المدرسة الشماعية والمدرسة الباشية
، خلافا لمدارس أخرى خصصت للنشاط الثقافي والعلمي مثل المدرسة السليمانية.

## مدارس مرادية أخرى
أطلق اسم المدرسة المرادية على مدرستين أخرى ين أسسهما المراديون داخل البلاد، وهما :
- المدرسة المرادية بجربة، وتسمى أيضا المدرسة الجمنية نسبة إلى الشيخ إبراهيم الجمني.
- المدرسة المرادية بقابس لتدريس علوم الدين والقرآن الكريم.[9]

## وصلة خارجية
- المدرسة المرادية

## معرض صور
- صورة لأعمدة المدرسة المرادية
- منظر من الداخل
- فوق سطح المدرسة المرادية

## إشارات مرجعية
1. 1 2  "Wiki Loves Monuments monuments database". 3 نوفمبر 2017.
2. ↑  وصلة مرجع: http://www.docartis.com/Tunisia_Decreti/DECRETS/Pagine/1992_19octobre.html.
3. 1 2 3 4  معالم مدينة تونس عبر العصور، محمد الباجي من مامي
4. 1 2  Medersa Mouradi نسخة محفوظة 04 مارس 2016 على موقع واي باك مشين.
5. ↑  Sur les traces des Hafsides et des Husseïnites نسخة محفوظة 12 مايو 2010 على موقع واي باك مشين.
6. 1 2  Ahmed Saadaoui, Tunis, ville ottomane, trois siècles d'urbanisme et d'architecture', Centre de Publication Universitaire, Tunis 2001, pp. 104-105.
7. 1 2  Liste des monuments et bâtiments à valeur historique restaurés par l’a.s.m.(1970-1990) نسخة محفوظة 19 مارس 2016 على موقع واي باك مشين.
8. ↑  Action culturelle: Non, la médina n'est pas un désert artistique نسخة محفوظة 25 فبراير 2012 على موقع واي باك مشين.
9. ↑  مساجد لها تاريخ: جامع سيدي ادريس أقدم جامع في قابس [وصلة مكسورة] نسخة محفوظة 12 نوفمبر 2011 على موقع واي باك مشين.